# Elite Dangerous
『Elite Dangerous』（エリートデンジャラス）は、2014年のWindowsおよびMacOS用スペースフライトシミュレーター：MMORPGである。
Frontier Developmentsが開発・発売した本作は、Elite(1984年)シリーズの1作でありプレイの自由度の高さが特色である。
2015年10月6日にはXbox One版が発売されたほか、2017年6月27日にはPlayStation 4版も発売された。
また、2016年3月28日にはOculus Riftのローンチタイトルとして本作のVRHMD対応版が発売されている。

## ゲーム内容
ゲーム開始時、プレイヤーはMatetのCoelho Stationという小さなステーションで1000クレジットと小さな船を持った「CMDR(コマンダー)」として登場し、ここから完全に自由に行動できる。
舞台背景や新たに発生した出来事によってストーリーは展開するが、それによりプレイヤーが特定の行動を強制されることはほとんどない。つまり、大きなイベントに参加することで世界の行く末を左右することも、そういったことに関わらずに暮らすことも可能である。
行動できる範囲は天の川銀河全域であり、既に知られている範囲の宇宙は再現されている一方、現実世界では未知とされている範囲は架空の設定がなされている。
星系間の移動には超光速航法を可能にするフレームシフト・ドライブ(FSD)と呼ばれる技術が使用されている(後述)。
資金を増やすには各星系を支配している団体のミッションを受けるか、商品を輸送し価格差を利益にする、賞金をかけられた犯罪者を撃墜し利益を出す、他の船を襲って貨物を奪うなどの行為を行う必要がある。

## 世界観
このゲームの舞台は34世紀、協定世界時に1286年を加えたものがゲーム内時間となる。
人類圏の拡大により、銀河全体の人類の総人口は6兆人を超えている。

### 技術
人類はフレームシフト・ドライブ(FSD)という装置で超光速航行および恒星間ワープを実現し、スペースコロニーやテラフォーミング技術で生存圏を太陽系外に広げている。　
宇宙船の燃料や生活に必要なエネルギーは、恒星から放出される水素を用いており、人類の技術レベルはいわゆる「タイプII文明」に到達している。

### 勢力
火星を首都とした自由主義国家の連邦、連邦から分裂し絶対君主制と奴隷制を導入した帝国、連邦と帝国の脅威に対応するために星系が手を結んだ共同体である同盟の3つの主力勢力と、そのいずれにも属さないアナーキー星系が存在する。
連邦と帝国は対立しており、冷戦状態にある。

### 宇宙人
サーゴイド（Thargoids）
昆虫型宇宙人で、初代『Elite』から登場していた。作中では人類が銀河系の探索中に遭遇して以来、人類に敵対的な態度をとっているという設定であり、人類のステーションを攻撃するなど脅威となっている。　
ゲーム内の時間より200年ほど前に、この宇宙人に対抗するため、連邦と帝国が結成した軍事組織との大規模な「イヌラ・サーゴイド戦争」（INRA-Thargoids War）が起こっている。
サーゴイドの技術水準は人類と比べて明らかに高く、この戦争で人類は鹵獲したサーゴイド船に搭載されている技術をリバースエンジニアリングし、フレームシフト・ドライブ(FSD)として実用化した。　これにより人類は超空間の移動による超光速移動（ワープ）を実現し、人類による宇宙進出は飛躍的に加速した。（FSD発明前までは通常空間を超光速移動する技術しか存在せず、隣の星系に移動するのに数日かかっていた）
ゲームが開始されてから約一年後、人類はサーゴイドと再遭遇し「第二次サーゴイド戦争」が勃発している。

ガーディアン（Guardians）
かつてサーゴイドとの戦争を経験した種族。物語開始時点では既に絶滅しており、いくつかの天体に遺跡が遺されているのみである。彼らはサーゴイドとの戦争に勝利していたようで、その科学技術やサーゴイドの情報を現代に蘇らせる試みが行われている。　実際に、ガーディアンの技術を応用した兵器や艦船のパーツがゲーム内に登場する。
ガーディアンとの開戦理由はサーゴイドの領土拡大と推測されており、ガーディアンはサーゴイドとの戦争を望まず、サーゴイドの言語を学習し停戦を呼びかけたが無視された。

### 過去
世代宇宙船（Generation Ship）はFSDが開発される前の移動手段であり、目的地に着くまでの長い時間、船員たちが世代交代をしながら航行する恒星船である。この世界では数万の恒星船が銀河中に散らばっているとされ、すでに発見されたものもいくつかある。基本的にほとんどのものは機能を停止し、船員の残した音声ログが残されているのみであるが、音声ログのなかには世界観の理解のために重要なものもある。また、恒星船の中には未知の伝染病の流行で乗員が全滅したものや、謎の電波で乗員が発狂し殺し合いの末に全滅したものなど、悲惨な最期を辿ったもある。

## 著名な地名
Sol太陽系。連邦の首都であり、入るには連邦海軍ランクを上げる必要がある。
Lave初代『Elite』のスタート地点。ラジオ局「Lave Radio」がある。
Colonia故障から僻地で遭難してしまった移民船を救助すべく集まった人々のために開かれた都市星系。人類圏から2万光年程度離れている。
現在ではスペースコロニーが大量に建設され、もう一つの人類圏として発展している。

## 開発
本作の開発資金はクラウドファンディングによってまかなわれた。

## リリース
- 2014年12月16日にPC版が発売された。
- 2015年5月12日にXbox One版が発売された。
- 2015年12月15日に有料拡張パックである『Elite Dangerous: Horizons 』が発売された。購入することで大気の存在しない天体への着陸や、多輪自動車による地上など探索が可能になる。　2020年10月27日に無料化され、追加購入なしでで遊べるようになった。
- 2017年6月27日PlayStation 4版が発売された。
- 2018年2月27日から2018年12月11日にかけて『Elite Dangerous: Beyond』無料アップデートが実施された。システムやUIの改善や新しい艦船の追加などが行われた。
- 2016年3月28日、Oculus Riftのローンチタイトルとして本作のVR版が発売された[8]。既に『Elite Dangerous』および拡張版の『Elite Dangerous Horizon seasons pass』を持っているユーザーは無償でVR版へのアップグレードができる[8]。また、VR版と同等の品質を持つ『Elite Dangerous：Deluxe Edition』も発売された[8]。
- 2020年5月19日に有料拡張パック第二弾である『Elite Dangerous : Odyssey』が発売された。購入することで、薄い大気が存在する天体への着陸、プレイヤーの歩行による移動、地上におけるFPS視点でのゲームプレイなどが追加された。

## 評価

### VR版に対する評価
フリーライターの佐藤カフジはweb媒体Game Watch内の連載にて、VR版について本作とVRとの相性のよさを証明する一本だと評価し、ファミ通編集部のミル☆吉村も同様の評価を述べている。

## Operation: Beyond The Dark Edge
本作では、銀河の果てを目指す競争がしばしば行われている。そういったプレイヤーの一人が、フライト時間にして249時間後に太陽系から6万5705光年のポイントに到達、無事に自身の過去最高記録を更新した。しかし出発から42日目、ミスからか燃料を使い果たしてしまい、天の川銀河の果ての何も無い空間で帰還不能に陥ってしまった。2018年11月、彼はゲームの公式掲示板に、「ここが私の住処になります。」と諦めたような書き込みを投稿した。
しかし、本作にはこういった燃料切れで立ち往生したコマンダーを救助する集団がおり、そこに所属するコマンダーの一人が、掲示板に彼の救出作戦「Operation Beyond the Dark Edge」が進行中であることを投稿。5名のコマンダーと2576トンの燃料、632機のドローンを運ぶ、『Elite: Dangerous』史上でも稀に見る大作戦であった。計画立案には3日以上かかり、大量の燃料と資材、それらを運ぶための宇宙船の用意、さらには必要スキルの獲得まで行ったという。
計画の進捗はTwitchなどで更新を重ねつつ伝えられ、2019年2月23日21時（日本時間で24日朝6時頃）に、救出作戦のクライマックスである2機の救助艇によるタッチダウンが予定された。普段は決して多くないTwitchの『Elite: Dangerous』の視聴者数だが、救出作戦のライブストリーミングは多くの人々に見守られた。そして、救出作戦開始から飛行時間にして600時間に及んだ救出作戦は成功。最低限の設備以外のシステムを落としていた遭難機は、90日ぶりにすべての機能がオンラインに復帰した。深宇宙への旅を始めてから133日目、救助されたコマンダーは、事前に用意していたシャンパンの栓を抜き、祝杯をあげたという。